# New Zealand Wide Pro Wrestling
A New Zealand Wide Pro Wrestling ou Wellington Pro Wrestling (WPW) é uma promoção de wrestling profissional neozelandesa, localizada em Wellington e fundada em outubro de 2003 por Martin Stirling. A WPW é vista como uma alternativa para as duas principais promoções locais, a Impact Pro Wrestling (IPW) e a Kiwi Pro Wrestling (KPW).
A empresa também tem divisões de esportes como sumô e artes marciais misturadas.

## Títulos
| Título                                     | Campeões autais            | Data               | Evento             | Campeão anterior                                                                   |
| ------------------------------------------ | -------------------------- | ------------------ | ------------------ | ---------------------------------------------------------------------------------- |
| NZWPW New Zealand Heavyweight Championship | Rufguts                    | 4 de março de 2011 | NZWPW Over the Top | Derrotou Tykade com interferência de Johnny Idol, Corey Dallas and Rehua.          |
| NZWPW New Zealand Tag Team Championship    | Corey Dallas & Johnny Idol | 4 de março de 2011 | NZWPW Over the Top | Derrotaram um reinado longo de posse de 5 Star Revolution (Travis Banks & JC Star) |